# パブロ・ロサリオ
パブロ・パウリーノ・ロサリオ（Pablo Paulino Rosario, 1997年1月7日 - ）は、オランダ・北ホラント州アムステルダム出身のプロサッカー選手。リーグ・アン・ニース所属。元オランダ代表、現ドミニカ共和国代表。ポジションはMF。

## 来歴
ユース時代はフェイエノールトやアヤックス・アムステルダムなどを渡り歩き、2014年にアルメレ・シティFCに入団。2015年8月4日のVVVフェンロー戦でプロデビュー。2015-16シーズンはエールステ・ディヴィジで34試合3ゴールを記録。
2016年7月25日、PSVアイントホーフェンと4年契約を締結。2019 -20シーズンからはチームキャプテンを務めている。
2021年7月27日、OGCニースと4年契約を締結した。

## オランダ代表
2013年にU-16のオランダ代表に招集。以降ユース世代の代表を経て2018年10月にフル代表初招集。17日のベルギー戦で、フル代表初出場を果たした。